# Albiorix retrodentatus
Albiorix retrodentatus är en spindeldjursart som beskrevs av Clarence Clayton Hoff 1945. Albiorix retrodentatus ingår i släktet Albiorix och familjen Ideoroncidae. Inga underarter finns listade i Catalogue of Life.